# 秦岭棘豆
秦岭棘豆（学名：Oxytropis chinglingensis），为豆科棘豆属下的一个种。